# Amt Schlei-Ostsee
Das Amt Schlei-Ostsee ist ein Amt im Kreis Rendsburg-Eckernförde in Schleswig-Holstein mit Verwaltungssitz in der Stadt Eckernförde, die aber selbst amtsfrei ist.

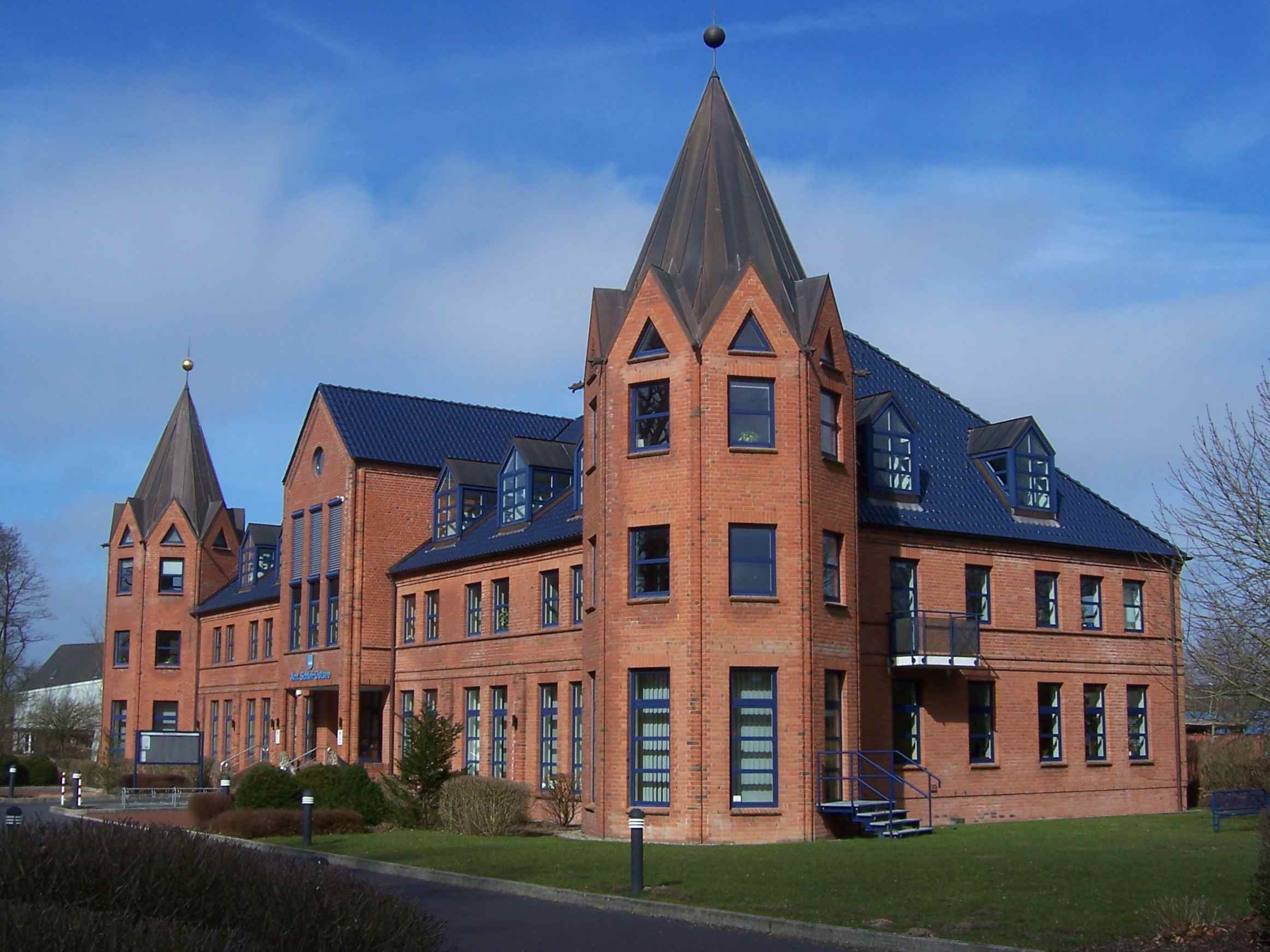
Verwaltungsgebäude des Amtes Schlei-Ostsee in Eckernförde

## Geschichte
Das Amt wurde zum 1. Januar 2008 aus den Gemeinden der bisherigen Ämter Schlei, Schwansen und Windeby gebildet. In den Orten Fleckeby, Rieseby und Vogelsang-Grünholz (Gemeinde Damp) unterhält das Amt Bürgerbüros.

## Amtsangehörige Gemeinden
1. Altenhof
2. Barkelsby
3. Brodersby
4. Damp
5. Dörphof
6. Fleckeby
7. Gammelby
8. Goosefeld
9. Güby
10. Holzdorf
11. Hummelfeld
12. Karby
13. Kosel
14. Loose
15. Rieseby
16. Thumby
17. Waabs
18. Windeby
19. Winnemark

## Wappen
Blasonierung: „In Blau zwei rotbewehrte, zugewendete silberne schwimmende Schwäne, darüber eine goldene heraldische Krone mit drei roten Edelsteinen.“
Das Wappen wurde vom Amt Schwansen übernommen.